# Lisjön, Södermanland
Lisjön är en sjö i Strängnäs kommun i Södermanland och ingår i Norrströms huvudavrinningsområde. Sjön har en area på 0,0519 kvadratkilometer och ligger 28 meter över havet.

## Delavrinningsområde
Lisjön ingår i det delavrinningsområde (656887-156079) som SMHI kallar för Utloppet av Eklången. Medelhöjden är 45 meter över havet och ytan är 24,01 kvadratkilometer. Räknas de 4 avrinningsområdena uppströms in blir den ackumulerade arean 75,88 kvadratkilometer. Råcksta å (Bergaån) som avvattnar avrinningsområdet har biflödesordning 2, vilket innebär att vattnet flödar genom totalt 2 vattendrag innan det når havet efter 99 kilometer. Avrinningsområdet består mestadels av skog (64 procent). Avrinningsområdet har 2,16 kvadratkilometer vattenytor vilket ger det en sjöprocent på 9 procent.